# Maslenitsa Corona
La Maslenitsa Corona è una struttura geologica della superficie di Venere.